# Анжу (область)
Анжу́ (фр. Anjou) — историческая область на западе Франции, в нижнем течении Луары. По территории приблизительно соответствует современному департаменту Мэн и Луара и западной части долины Луары. Анжу граничило с Бретанью на западе, Мэном на севере, Туренью на востоке и Пуату на юге. В средние века область занимало графство Анжу, которым управляли графы Анжуйские, одно из значительных феодальных владений французской короны.
Регион получил свое название от кельтского племени андов, которое после Галльских войн было покорено Римом. При римлянах главным укрепленным поселением Андекави стал город Юлиомаг, будущий Анже. Территория Андегави при римлянах имела статус civitas (называемая civitas Andegavensis или civitas Andegavorum).
При франках город Юлиомаг получил название древнего племени и стал Анжером. При Меровингах история Анжу неясна. Оно не упоминается как графство (comitatus) вплоть до эпохи Каролингов. На рубеже IX и X веков виконты (представители графов) сделали Анжу независимым наследственным графством. Первая династия графов Анжуйских, Ингельгеры, правила до 1205 года. В 1131 году граф Фульк V стал королем Иерусалима; затем в 1154 году его внук Генрих стал королем Англии. Территории, которыми управляли Генрих и его преемники, простирались от Ирландии до Пиренеев и известны под условным названием «Анжуйская империя». Она была разрушена французским королем Филиппом II, который конфисковал северные французские земли династии, включая Анжу, в 1205 году.
Графство Анжуйское входило в королевский домен с 1205 по 1246 год, когда оно было выделено в удел брата короля, Карла I Анжуйского. Эта вторая анжуйская династия, ветвь Капетингов, утвердилась на троне Неаполя и Венгрии. Анжу снова было присоединено к королевским владениям в 1328 году, но в 1360 году как герцогство Анжуйское было пожаловано сыну короля Людовика I Анжуйского. Третья династия Анжуйцев, ветвь Валуа, также некоторое время правила Неаполитанским королевством.

## Границы Анжу
В королевстве Франция земли провинции Анжу практически входили в епархию Анжер, граничившей на севере с Мэном, на востоке с Туренью, на юге с Пуату (Пуатье) и Моджем, а на западе с графством Нант или герцогство Бретань. Традиционно Анжу делился на четыре природных региона: Божуа, Верхнее Анжу (или Сегрен), Мод и Сомюруа.
Анжу занимал большую часть того, что в настоящее время является департаментом Мэн и Луара. На севере в него также входили Краон, Канде, Базуж (Шато-Гонтье), Ле Люд; на востоке — Шато-ла-Валлиер и Бургей

## История
В античности здесь обитало галльское племя андов (лат. Andes), которое после завоевания Галлии Юлием Цезарем получило название андегавы (лат. Andecavi). После прихода франков здесь сформировалось графство Анжу. Впоследствии римские civitas были сохранены как административный район под властью франков с названием сначала pagus — затем comitatus или графство — Анжу.
В начале правления Карла Лысого целостности Анжу серьёзно угрожала двойная опасность: от Бретани на западе и от Нормандии на севере. Ламберт, бывший граф Нантский, вместе с Номиноэ, правителем Бретани, опустошил Анжу. К концу 851 года ему удалось занять всю западную часть до Майенна. Княжество, которое он таким образом создал для себя, после его смерти было оккупировано Эриспоэ, основателем королевства Бретань. Эриспоэ передал захваченные земли своим наследникам, в руках которых Анжу оставалось до начала X века. Также Анжу регулярно подвергался норманнским набегам.
Анжуйские хроники называли первым графом Анжу некоего Тертуллия, который получил титул от Карла Лысого. Имя Тертуллия, вероятно (по «Хронике деяний графов Анжу»), носил отец жившего позднее графа Ингельгера, но его династии, похоже, предшествовал Роберт Сильный, которому Карл Лысый подарил Анжу около 861 года. Роберт погиб в 866 году в битве при Бриссарте против норманнов. В графстве Анжу Роберту наследовал Гуго Аббат, а после смерти Гуго в 886 году оно перешло к Эду, старшему сыну Роберта.
Эд занял королевский престол в 888 году, к тому времени он, вероятно, передал земли между Мэном и Майенном Ингельгеру, которого сделал либо виконтом (870) либо графом Анжу, вероятно, благодаря связям жены Аделы Амбуазской. Их сын Фульк Красный унаследовал владения своего отца в 888 году, он упоминается как виконт после 898 года и, кажется, получил или узурпировал титул графа ко второй четверти X века и передал его наследникам, носившим его около трёх столетий.
Политику экспансии проводил Жоффруа I Гризегонель, сын Фулька II Доброго, добиваясь расширения границ древнего графства и завоевания тех его частей, которые были аннексированы другими государствами. С начала X века западная часть Анжу была отвоевана у герцогов Бретани, однако на востоке округ Сомюр перешёл в руки графов Блуа и Тура. Жоффруа удалось сделать графа Нанта своим вассалом и получить от герцога Аквитанского в феодальное владение округ Луден. Он отличился в войнах короля Лотаря против норманнов и императора Оттона II, а его подвиги в сражениях отметили эпические поэты.
Сын Жоффруа, Фульк III Нерра (т.е. «Черный»; 21 июля 987—21 июня 1040) знаменит как своими воинскими заслугами, так и паломничеством ко Гробу Господню в Иерусалим, которое он предпринял, чтобы искупить свои грехи. В начале своего правления он столкнулся с коалицией Одо I, графа Блуа, и Конана I Реннского. Последний, захватил Нант, сюзеренами которого считали себя графы Анжуйские. Фульк Нерра вернул себе Нант, разгромив армию Конана в битве при Конкерей (27 июня 992 г.). Позднее он основал крепость в Ланге, в нескольких милях от Тура, затронув интересы графа Блуа. Одо пытался вытеснить из крепости Фулька, однако, благодаря вмешательству короля Гуго Капета, тот удержал за собой цитадель.
После смерти Одо I Фульк захватил Тур (996 г.), однако король Роберт Благочестивый отбил город у Фулька в 997 году. В этом же году Нерра взял крепость Монсоро. В 1016 году начался конфликт между Фульком и Одо II, новым графом Блуа. Одо II потерпел полное поражение при Понтлеве (6 июля 1016 года), а несколько лет спустя, когда Одо осаждал Монбой, Фульк, воспользовавшись ситуацией, застал врасплох и взял Сомюр (1026).
Победа, одержанная Жоффруа II Мартелом (21 июня 1040 — 14 ноября 1060), сыном и преемником Фулька, над Теобальдом III, графом Блуа, в Нуи (21 августа 1044 года), обеспечила анжуйцам владение графством Турени. Продолжая политику своего отца, Джеффри почти полностью подчинил себе графство Мэн.
После смерти Жоффруа Мартела (14 ноября 1060 года) возник спор о наследовании. Не имея детей, Жоффруа завещал графство своему старшему племяннику, Жоффруа III Бородатому, сыну Жоффруа, графа Гатине, и Эрменгарды, дочери Фулька Нерры. Но Фульк Ле Решен, брат Жоффруа Бородатого, первоначально довольствовавшийся уделом, в который входили Сентонж и замок Вихье, воспользовался общим недовольством, вызванным в графстве неумелой политикой Жоффруа и захватил Сомюр (25 февраля 1067 г.) и Анжера (4 апреля). Фульк заключил Жоффруа в тюрьму в Сабле. Вынужденный в скором времени под давлением папы освободить Жоффруа и вернуть ему графство, Фульк вскоре возобновил борьбу, пленил Жоффруа в ходе битвы близ Бриссака и запер его в замке Шинон (1068). Однако, чтобы получить признание в качестве графа, Фульку IV Ле Решену (1068 — 14 апреля 1109) пришлось вести долгую борьбу со своими баронами, уступить Гатине королю Филиппу I и признать права графа Блуа на Турень. С другой стороны, он в целом преуспел в продолжении политики Жоффруа Мартела относительно Мэна: после разрушения Ла-Флеш по Бланшеландскому миру (1081) он получил от Роберта Куртгёза, сына Вильгельма Завоевателя, Мэн. Позже он поддержал Элиаса, лорда Ла Флеша, против Вильгельма Рыжего, короля Англии. В 1101 году Готье I, граф Монсоро, передал землю Монсоро́ и Монрёй Беллэ́ пресвитеру Роберту Арбриссельскому и Херсенде Шампаньской, своей свекрови, для основания аббатства Фонтевро, самого знаменитого монастыря Средневековья.
Фульк V Молодой (14 апреля 1109—1129) унаследовал графство Мэн после смерти Элиаса (11 июля 1110) через брак с его дочерью и единственной наследницей Ирменгардой. Однако увеличение анжуйской территории противоречило интересам Генриха I Английского, который также был герцогом Нормандии, и борьба между двумя державами стала неизбежной. Конфликт вспыхнул в 1112 году, Фульк, не сумев помешать Генриху I взять Алансон и заключить в плен Роберта, сеньора Беллема, был вынужден 23 февраля 1113 года заключить мирный договор и признать за Генрихом права на Мэн. В отместку, в то время как Людовик VI захватил Вексен в 1118 году, Фульк разбил армию Генриха при Алансоне (ноябрь), а в мае 1119 года Генрих потребовал мира, который был заключен в июне и подкреплён браком его старшего сына, Вильгельма Аделина с Матильдой, дочерью Фулька. Вильгельм Аделин погиб в результате крушения Белого корабля (25 ноября 1120 года), в следующем году, Фульк, вернувшийся из паломничества в Святую Землю, выдал замуж свою дочь Сибиллу за Вильгельма Клитона, наследника английского престола, передав ему графство Мэн (1122/1123 г.). Генриху I удалось расторгнуть этот брак, под предлогом близкого родства супругов (1123/1124 г.). Однако в 1127 году был заключен новый союз, и 22 мая в Руане Генрих I обручил свою дочь Матильду, вдову императора Генриха V, с Жоффруа, сыном Фулька, свадьба состоялась в Ле-Мане 2 июня 1129 года.
В 1154 году граф Анжуйский, вассал французского короля, занял английский престол под именем Генриха II, положив начало королевской династии Плантагенетов. Владея обширными землями на континенте, занимавшими около половины французских земель, Генрих стремился создать государство универсального типа, которому некоторые историки дали условное наименование «Анжуйская империя».

## Виноделие
Анжуйское вино имеет давние традиции. В Средние века анжуйское вино получали путём смешивания сока-самотёка (выдавленного под собственным весом собранных гроздей) с прессовым соком, который приходилось выдавливать специально. В XVI и XVII веках под давлением потребностей голландского рынка, где отдавали предпочтение сладким винам, анжуйские виноделы практически перестали производить сухое вино. Благодаря дешевизне спрос на местную продукцию был велик и в Париже, особенно в первой половине XIX века.

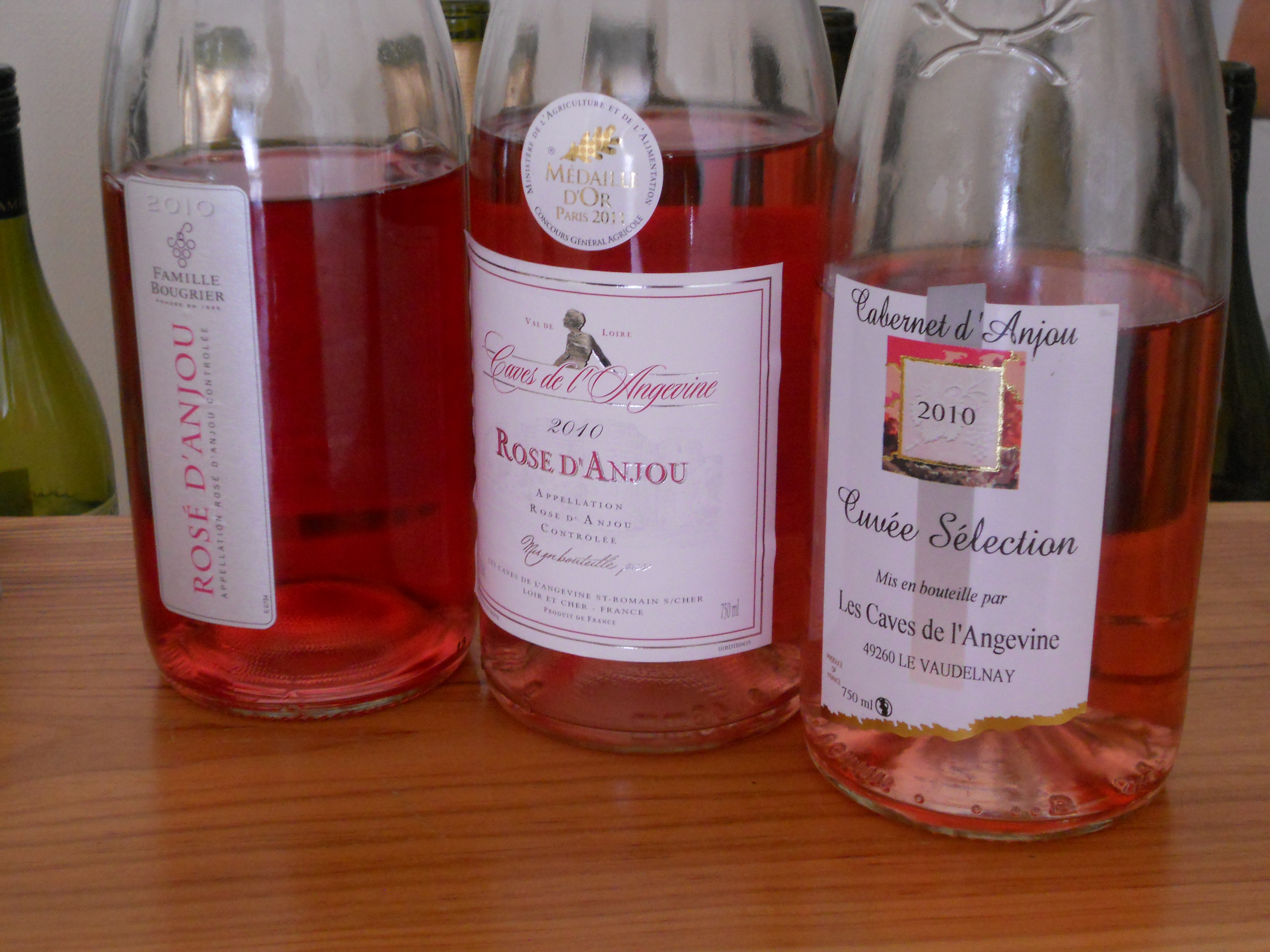
Розовые анжуйские вина

В современных условиях винодельческий район Анжу—Сомюр относят к винодельческому региону Долина Луары. Здесь представлены почти все луарские сорта винограда и стили вина: белые, красные и розовые вина разной степени сухости / сладости. Пожалуй, наибольшим спросом пользуются розовые десертные вина «Розе д’Анжу» и «Каберне д’Анжу». Сухие красные вина традиционно выделывались из винограда сорта гаме и составляли лишь небольшую долю анжуйской винной продукции, однако с момента образования в 1987 году аппеллясьона Anjou-Villages AOC доля таких вин неуклонно растёт.